# Savignac-sur-Leyze
Savignac-sur-Leyze is een gemeente in het Franse departement Lot-et-Garonne (regio Nouvelle-Aquitaine) en telt 313 inwoners (2021). De plaats maakt deel uit van het arrondissement Villeneuve-sur-Lot.

## Geografie
De oppervlakte van Savignac-sur-Leyze bedraagt 11,4 km², de bevolkingsdichtheid is 23,9 inwoners per km².
De onderstaande kaart toont de ligging van Savignac-sur-Leyze met de belangrijkste infrastructuur en aangrenzende gemeenten.

## Demografie
Onderstaande figuur toont het verloop van het inwonertal (bron: INSEE-tellingen).